# もくもく会 (集会)
もくもく会は、参加者が集い各自の勉強や作業、読書などを黙々と行う会。

## 概要
2000年代後半にはIT関係者の間で開かれていた。
ITにおけるハッカソンと類似しているが、もくもく会は「ゆるい」雰囲気で、各自がそれぞれの作業を行うことに主眼をおき、作業の具体的な内容や会全体の目標を制約しない点が異なる。
IT関係者の間で活発に行われるほか、企業内で行うものややシニア世代を対象にしたプログラミングに関するものなど様々な場面で実施される。

## オンライン開催
当初は会議室やカフェなど主に対面の場で開かれることが多かったが、新型コロナウイルス感染症の世界的流行の影響もありDiscordやZoomなどを利用したオンラインでの開催も一般的になった。
オンラインでのもくもく会は、在宅環境で集中できず能率が落ちてしまう問題への対処法としても用いられている。